# Bison antiquus
Bò rừng cổ đại (Danh pháp khoa học: Bison antiquus) là động vật ăn cỏ lớn phổ biến nhất của lục địa Bắc Mỹ trong hơn 10.000 năm, và là một tổ tiên trực tiếp của bison Mỹ. 

## Tổng quan
Trong kỷ nguyên Pleistocene muộn, giữa 240.000 và 220.000 năm trước, Bò rừng thảo nguyên (Bison priscus) di cư từ Siberia tới Alaska. Loài này có các nhóm sống ở các bộ phận của miền bắc Bắc Mỹ trong suốt phần còn lại của thế Pleistocen. Ở Bắc Mỹ sau này, B. Priscus đã được thay thế bởi các bò rừng dài sừng, Bison latifrons, và sau đó không lâu bởi bò Bison antiquus. Lớn hơn B. latifrons dường như đã chết ra khoảng 20.000 năm trước đây.
Ngược lại, B. antiquus ngày càng trở nên đa dạng trong ở Bắc Mỹ từ 18.000 ya cho đến khoảng 10.000 ya, sau đó những loài dường như đã được tăng lên đến loài sinh tồn, B. bison. B. antiquus là động vật ăn cỏ động vật có vú lớn nhất được ghi nhận từ La Brea Tar Pits. B. antiquus đã cao hơn, có xương và sừng lớn, và lớn hơn 15-25% so với tổng thể bò rừng hiện đại. Nó đạt tới chiều cao 2,27 m (7,5 ft) và dài 4,6 m (15 ft), và trọng lượng 1.588 kg (3500 lb). Những cái sừng của B. antiquus đo được khoảng 3 ft (gần 1 m).